# Штиперман, Марко
Марко Штиперман (нем. Marco Stiepermann; 9 февраля 1991, Дортмунд, Германия) — немецкий футболист, атакующий полузащитник клуба «Дортмунд 09».

## Карьера
Родился в Дортмунде. В семь лет сумел попасть академию «Боруссии», главного клуба города. Прошёл все возрастные команды, в 2008 году был заявлен за вторую команду «Боруссии», но в сезоне провёл всего лишь один матч. В следующем сезоне попал на заметку к тренеру главной команды Юргену Клоппу и вскоре был привлечён в тренировочный процесс. 13 декабря 2009 года Марко дебютировал в Бундеслиге в гостевом матче 16-го тура против «Вольфсбурга», закончившемся победой чёрно-жёлтых со счётом 3:1. Он вышел на поле на 86-й минуте, заменив одного из героев встречи Лукаса Барриоса. забившего два мяча, причём оба с передач Мохаммеда Зидана. А свой первый гол забил 1 мая 2010 года во втором круге в мачте против того же «Вольфсбурга». Выйдя на 75-й минуте на поле вместо Кевина Гроскройца, он на 81-й минуте забил гол, чем принёс «Боруссии» ничью 1:1. Перед началом сезона 2010/11 принимал участие в товарищеских матчах команды, в частности, сыграл первый тайм в матче против команды «Лотте», закончившемся победой жёлто-чёрных со счётом 4:1. В 2011 году отдан в аренду в футбольный клуб «Алемания» из города Ахен. Летом 2012 года перешёл в футбольный клуб «Энерги» из города Котбус.
В июне 2016 года подписал контракт с «Бохумом».
В августе 2017 года подписал трехлетний контракт с английским клубом «Норвич Сити». В мае 2019 переподписал контракт еще на три года. 1 июля 2021 года было объявлено, что контракт Штипермана с клубом был расторгнут по обоюдному согласию.
17 августа 2021 года Штиперман вернулся в Германию и подписал однолетний контракт с клубом «Падерборн 07».

## Достижения

### «Боруссия» (Дортмунд)
- Чемпион Германии: 2010/11

### «Норвич Сити»
- Чемпион Чемпионшипа: 2018/19[8], 2020/21

## Семья
Его старший брат, Марcель, выступал за «Рот-Вайсc» (Эссен) и «Рот-Вайсс» (Оберхаузен).